# Loc-Envel
Loc-Envel (bret. Lokenvel) – miejscowość i gmina we Francji, w regionie Bretania, w departamencie Côtes-d’Armor.
Według danych na rok 1990 gminę zamieszkiwało 81 osób, a gęstość zaludnienia wynosiła 24 osoby/km² (wśród 1269 gmin Bretanii Loc-Envel plasuje się na 1031. miejscu pod względem liczby ludności, natomiast pod względem powierzchni na miejscu 1060.).